# College Fieber
College Fieber (Originaltitel: A Different World) ist eine US-amerikanische Sitcom, die als Ableger der erfolgreichen Sitcom Die Bill-Cosby-Show entstand und von 1987 bis 1993 produziert wurde.

## Handlung
Denise, die zweitälteste Tochter der Familie Huxtable, verlässt ihr Elternhaus, um am angesehenen, überwiegend von Afro-Amerikanern besuchten Hillman College zu studieren. Zu den vielen Leuten, die sie dort kennenlernt und mit denen sie sich anfreundet, gehören die selbstbewusste Jaleesa, die naive Maggie, die arrogante Whitley und der coole Dwayne, der sich in Denise verliebt. Nachdem Denise das College verlassen hat, um durch Afrika zu reisen und dort zu heiraten, stehen Whitley und Dwayne im Mittelpunkt, die sich nach einer Weile verlieben und schließlich heiraten.

## Hintergrund
Die Serie wurde ursprünglich Lisa Bonet alias Denise Huxtable auf den Leib geschrieben. Nachdem sie die Serie bereits nach der ersten Staffel verlassen hatte, rückten die Nebendarsteller in den Vordergrund. Als Grund für Lisa Bonets frühen Ausstieg aus der Serie gilt ihre Schwangerschaft, doch auch ihre angebliche Unzuverlässigkeit soll eine Rolle gespielt haben. Im Jahr 1991 absolvierte sie noch einmal einen Gastauftritt in einer Episode, in der Dwayne erkennen muss, dass sein Schwarm Denise einen anderen Mann geheiratet hat.

## Besetzung und Synchronisation
Im Laufe der Jahrzehnte wurden für die Serie zwei unterschiedliche deutschsprachige Synchronfassungen angefertigt. Über die erste Synchronfassung, die in den 90er Jahren fürs Fernsehen entstand, existieren keine Angaben. Die zweite Synchronfassung wurde 2024 für den Streamingdienst Netflix erstellt. Diese entstand nach den Dialogbüchern von Michael Nowka, Werner Böhnke, Ulrike Lau, Peer Pfeiffer und Anne Jerratsch sowie unter der Dialogregie von Dirk Müller, Werner Böhnke, Klaus-Peter Grap, Michael Wiesner, Karin Grüger und Debora Weigert durch die Synchronfirma Iyuno Germany in Berlin.
| Rolle                                   | Schauspieler       | Synchronsprecher (1. Synchro, TV) | Synchronsprecher (2. Synchro, Netflix) |
| --------------------------------------- | ------------------ | --------------------------------- | -------------------------------------- |
| Whitley Marion Gilbert Wayne            | Jasmine Guy        |                                   |                                        |
| Dwayne Cleophus Wayne                   | Kadeem Hardison    |                                   |                                        |
| Denise Huxtable (1987–1988)             | Lisa Bonet         |                                   | Leonie Dubuc                           |
| Jaleesa Vinson Taylor (1987–1992)       | Dawnn Lewis        |                                   | Gabrielle Pietermann                   |
| Maggie Lauten (1987–1988)               | Marisa Tomei       |                                   |                                        |
| Stevie Rallen (1987–1988)               | Loretta Devine     |                                   |                                        |
| Leticia „Lettie“ Bostic (1988–1989)     | Mary Alice         |                                   |                                        |
| Ronald „Ron“ Johnson (1988–1993)        | Darryl M. Bell     |                                   |                                        |
| Kimberly „Kim“ Reese (1988–1993)        | Charnele Brown     |                                   |                                        |
| Winifred „Freddie“ Brooks (1988–1993)   | Cree Summer        |                                   |                                        |
| Col. Bradford „Brad“ Taylor (1988–1993) | Glynn Turman       |                                   |                                        |
| Coach Walter Oakes (1988–1991)          | Sinbad             |                                   |                                        |
| Vernon Gaines (1989–1993)               | Lou Myers          |                                   |                                        |
| Lena James (1992–1993)                  | Jada Pinkett Smith |                                   |                                        |
| Gina Devereaux (1992–1993)              | Ajai Sanders       |                                   |                                        |
| Charmaine Brown (1992–1993)             | Karen Malina White |                                   |                                        |

## Auszeichnungen
Jasmine Guy erhielt sechs Mal den Image Award als beste Darstellerin in einer Comedyserie.